# Philippe Ariño
Pour les articles homonymes, voir Arino.
Philippe Ariño, né le 3 mai 1980 à Cholet, est un auteur, professeur de lycée et militant catholique français contre le mariage entre personne de même sexe et pour l'abstinence sexuelle des homosexuels.
Il a écrit des essais et chroniques sur la question homosexuelle, particulièrement en rapport avec le catholicisme. Ses ouvrages ont connu un écho lors des débats sur le projet de loi ouvrant le mariage aux couples de même sexe, auquel il est opposé.

## Biographie
Philippe Ariño naît le 3 mai 1980[source insuffisante] dans une famille catholique pratiquante de cinq enfants[réf. nécessaire]. En 2001, il commence à « entrer dans le milieu » et fait son coming out auprès de ses parents.
Pour diffuser ses idées, il crée le blog L'Araignée du Désert. Parallèlement, il passe trois mois par les Cours Florent puis intègre pendant deux ans l'école du one-man-show Le Bout, à Pigalle.
De 2009 à 2011, il est chroniqueur pour la radio Fréquence Paris Plurielle dans l'émission Homo Micro animée par Brahim Naït-Balk où il dirige la rubrique Sex Symboles.
En 2011, il décide de vivre sa sexualité dans la continence, en arrêtant la drague, la masturbation et la pornographie, dans « un don total à Dieu et à l'Église » et l'annonce à de nombreuses reprises publiquement.  Il intervient également en cours de religion au collège Stanislas de Paris jusqu'en 2015, comme le révèle Mediapart en janvier 2024.
En 2011, il interrompt son travail de professeur d'espagnol et commence une année sabbatique pendant laquelle il est fréquemment sollicité, par les journaux, sites web, radios,, et chaînes de télévision pour parler de sa conception du désir homosexuel dans le cadre du débat sur le « mariage pour tous ». Il intervient également auprès d'un public confessionnel : aumôneries lycéennes ou étudiantes catholiques, services de la pastorale de la famille des diocèses catholiques.
En octobre 2012 paraît son livre L'homosexualité en vérité qui synthétise toute sa réflexion sur le désir homosexuel,. Le livre est organisé en trois parties (qu'est-ce que l'homosexualité - que faire du désir homosexuel - que faire lorsque l'on est croyant et homosexuel). Il explique notamment que l'unique division anthropologique fondatrice de l'humanité est, selon lui, la différence des sexes (homme/femme) et non la dualité homo-/hétéro-sexuelle. Il n'impose pas la continence comme l'unique voie de salut pour les personnes homosexuelles, mais juste comme la meilleure selon lui pour celles qui ne pourront ni se marier avec une personne du sexe complémentaire ni prétendre à la prêtrise. Refuser le mariage homosexuel serait pour lui accepter ce que seraient vraiment les personnes ayant des tendances homosexuelles.
Le 17 janvier 2013, il publie sur Youtube son clip C'est bien gentil pour inviter les catholiques et Caroline Fourest à aller à la messe.
Il se présente aux élections européennes de 2014 en huitième position sur la liste « Force Vie » menée par Cyril Brun dans la circonscription Nord-Ouest[réf. nécessaire].
Il est également très actif dans la création de Courage France, la branche française de Courage international, et c'est notamment lui qui organise en octobre 2014 une rencontre entre Andrew Comiskey (en), créateur de la branche américaine de Torrents de vie, et Philippe de Maistre, premier aumônier du groupe.
Il donne cependant des conférences à l'étranger (Côte d'Ivoire, Liban, Italie, Luxembourg, Espagne…).[réf. nécessaire] Son livre L'Homosexualité en vérité est traduit en italien sous le titre Omosessualità controcorrente et publié en 2014 à Cantalupa (prov. de Turin) par la firme Effatà.
Son livre La Homosexualidad en verdad, avec une préface du cardinal Juan José Omella, a été publié en 2016 aux éditions Desclée de Brouwer en Espagne et dans les pays hispanophones d'Amérique latine,, mais ne fera l’objet d’aucune invitation de la part des catholiques hispanophones[réf. nécessaire]. De même, son livre Homosexualité : la priorité niée, qu’il écrit en 2016, en particulier à destination des Suisses est publié en auto-édition et circule sous le manteau.

## Échos et réceptions de ses thèses
Le discours de Philippe Ariño suscite des réactions contrastées dans le contexte propre du débat autour du mariage pour tous en France.

### Au sein des milieux confessionnels
Il est plutôt reçu positivement dans les milieux religieux, quoique n'y faisant pas l'unanimité.
Le journaliste catholique Patrice de Plunkett parle de L'homosexualité en vérité comme d'un livre « dérangeant et courageux », « d'une bravoure et d'une originalité qui le rendent indispensable ».[pertinence contestée]
Jean Mercier, sur le blog du journal chrétien La Vie, souligne la « façon radicalement nouvelle » dont Philippe « défend le bien-fondé du Magistère catholique sur l'homosexualité » et fait l'éloge de son explication du désir homosexuel, qu'il « honore sans jamais légitimer », en « montrant toutes ses limites et ses impasses ».[pertinence contestée]
Le site Terre de compassion, proche du mouvement charismatique Points-Cœur, analyse L'Homosexualité en vérité comme « un livre basé sur l'expérience, qui ose regarder le désir homosexuel et libère par sa vérité ».[pertinence contestée]
L'auteur du site Catholique aujourd'hui accueille favorablement les interventions de Philippe Ariño et le décrit comme « quelqu'un d'accompli, qui parle vrai, qui semble serein et bien dans ses baskets et qui est libre ».[pertinence contestée]
Du côté des critiques, le philosophe Yves Floucat s'est opposé à Philippe Ariño sur le site de France catholique. Si les deux auteurs partagent la même hostilité à l'ouverture du mariage aux personnes du même sexe, un désaccord est apparu sur la façon d'interpréter l'homosexualité et l'hétérosexualité. Pour Yves Floucat, il convient, à la suite de Julien Green et Jacques Maritain, de concevoir l'homosexualité de manière première non dans un désir d'ordre sexuel mais dans l'affectivité, ce qui laisserait la place au couple homosexuel chaste.

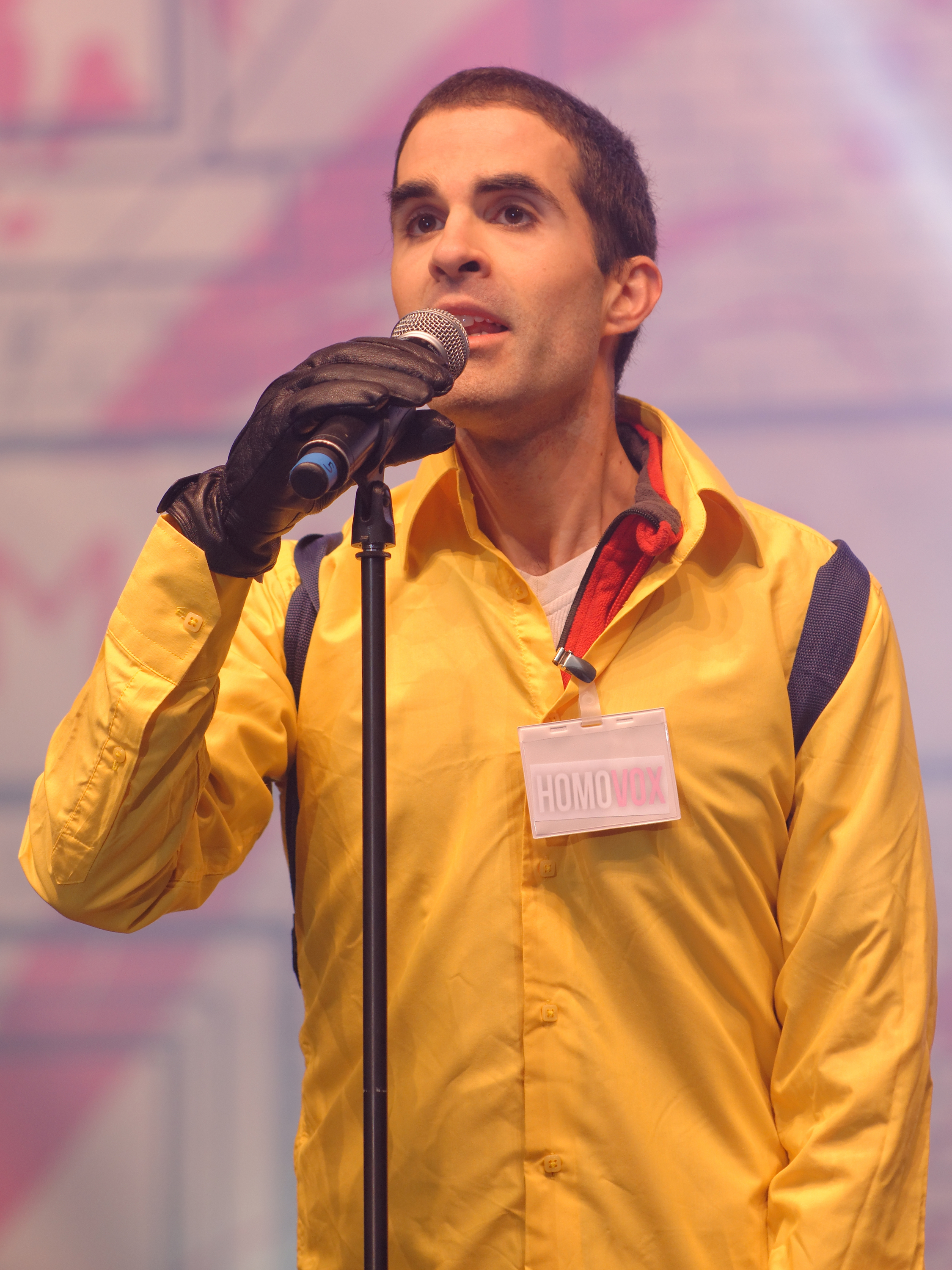
Philippe Ariño en janvier 2013.

Anthony Favier, agrégé d'histoire, chargé de cours à Science Po Paris et militant de l'association David et Jonathan, adresse sur son blog « Penser le genre catholique » une série de critiques à Philippe Ariño. Tout d'abord, il déplore une confusion entre le témoignage, le récit d'un vécu personnel, et la parole d'expert. L'explication proposée de l'homosexualité comme fantasme de viol serait « faiblement argumentée » et devrait être débattue dans des cercles académiques. Ensuite, il lui reproche en se focalisant sur l'explication psychologique de l'homosexualité d'occulter « la dimension sociale et politique de l'expérience homosexuelle ». De manière analogue, il lui reproche de « psychologiser l'homophobie ». Celle-ci serait avant tout un « rapport social », un « processus d'exclusion, de mise à l'écart, de discrimination ou une forme de diffamation ». Enfin, il lui reproche de mépriser et de fermer la voie à « d'autres chemins éthiques » que la continence pour réconcilier foi chrétienne et désir homosexuel et l'encourage à débattre avec d'autres chrétiens homosexuels.

## Publications
- Dictionnaire des codes homosexuels, novembre 2008, éditions L'Harmattan
  - Partie A à H  (ISBN 2296066771)
  - Partie I à W  (ISBN 229606678X)
- Le Couple homosexuel par-delà le bien et le mal, novembre 2008, éditions L'Harmattan
  - Homosexualité intime  (ISBN 2296066666)
  - Homosexualité sociale  (ISBN 2296066674)
- L'homosexualité en vérité, octobre 2012[27], Frédéric Aimard éditeur  (ISBN 2953607889)
  - En italien : Omosessualità controcorrente, Effatà, 2014  (ISBN 978-8-8740-2955-6)
- L'homophobie en vérité, septembre 2013[28],[29],[30], Frédéric Aimard éditeur  (ISBN 1092770003)
- Interdiction des thérapies de guérison de l’homosexualité, décembre 2019, Vérone éditions  (ISBN 979-10-284-0963-0)[31].

Il est l'auteur d'un mémoire de Maîtrise (équivalent Master 1) sur les sectes pentecôtistes au Guatemala, ainsi que d'un mémoire de DEA (équivalent Master 2 Recherche) sur le poète argentin Néstor Osvaldo Perlongher (en).[réf. nécessaire]
En décembre 2015, il publie Les Bobos en Vérité[réf. nécessaire] et Vous m'avez beaucoup pédé[réf. nécessaire], deux ouvrages disponibles sur son blog L'Araignée du Désert.
En décembre 2016, il publie en auto-édition L'Homosexualité, la priorité niée, disponible également sur L'Araignée du Désert.
En septembre 2017, il publie également en auto-édition Homo-Bobo-Apo[réf. nécessaire].

## Discographie
En février 2015, il publie un album musical intitulé Boulet de canon.